# Základní škola Chrudim Dr. Jana Malíka
Základní škola, Chrudim, Dr. Malíka 958 je základní škola se všemi ročníky nacházející se v Chrudimi. Byla otevřena v roce 1991. Má kapacitu 500 žáků, podle údaje z roku 2016 ji navštěvovalo 480 žáků.
Škola v období od roku 2014 do roku 2016 pořádala akci Strašidelná škola. Tuto akci pořádali sami žáci a výtěžek z ní sloužil na zrealizování projektů vymyšlených žáky (venkovního altánu a venkovní tělocvičny). Tyto projekty byly zároveň podpořeny granty Americké obchodní komory při EU.